# Іні-Тешуб II
Іні-Тешуб II (Ір-Тешшуб) (*д/н — бл. 1100 до н. е.) — великий цар міста-держави Каркемиш у 1150—1100 роках до н. е.

## Життєпис
Походив з Хетської династії. Вважається сином царя Кузі-Тешуба, відповідно трон посів близько 1150 року до н. е. За іншою версією йому передував Тудхалія, сином якого саме був Іні-Тешуб. Про нього згадує якість Арманані написом на стелі в Карагьоюк, якій повідомляє про візит Іні-Тешуба до нього та дарування 3 міст в землі Покулум (можливо частина царства Камману).
Втім складними залишалися стосунки з державою Палістін, яка в цей час досягла значного піднесення за царя Тейти. Останній остаточно відвоював в царя Каркемиша долину річки Халос (на північ від Халапу).
Важливим письмовим джерелом, де згадується Іні-Тешуб II, є ассирійська оповідь походу царя Тукульті-апал-Ешарри I, в якій цар Каркемиша зазнав поразки й мусив сплатити данину кедром та смолою. Ця подія відноситься до 1100 року до н. е. Тобто це відбулося наприкінці панування Іні-Тешуба II. У будь-якому разі після 1100 року про Іні-Тешуба відсутні згадки. При цьому потуга царства Каркемиш стала занепадати. Висловлюється думка, що Тудхалія був спадкоємцем цього царя або ним був Шапазіті.